# 田宮猛雄
田宮 猛雄（たみや たけお、1889年〈明治22年〉1月31日 - 1963年〈昭和38年〉7月11日）は、日本の医学者、衛生学者。日本医師会会長や日本医学会会長、東京大学医学部教授を務めた。専門は細菌学や免疫学で、発疹チフスなどのリケッチア症の病原体や媒介動物などについて研究した。

## 来歴
大阪府大阪市西区堀江に生まれる。1901年（明治34年）4月、同年3月に新設されたばかりの大阪府市岡中学校（現・大阪府立市岡高等学校）に入学した。1915年（大正4年）12月、東京帝国大学医科大学（現・東京大学医学部）を卒業。伝染病研究所（現・東京大学医科学研究所）の技手・技官となる。
1924年、医学博士号を取得。論文の題は「脾脱疽感染及び免疫に関する実験的研究」。1927年、東京帝国大学伝染病研究所教授に就任。1931年（昭和6年）、同大学医学部教授となる。衛生学講座を担当。1945年 、医学部長に就任。
1948年4月1日、日本医学会会長に就任（死去するまで）。1949年、東京大学を停年退官し名誉教授。1950年、日本医師会会長に就任。同年に一旦退任し、1952年から1954年まで同会長を務めた。
1959年、地方性リケッチヤ病の研究により武田医学賞を受賞。
熊本県水俣市では1950年代半ばから水俣病患者が増加の一途を辿っていくが、原因物質は容易に確定されなかった。1959年7月22日に熊本大学水俣病研究班がようやく、「原因は新日本窒素肥料（現・チッソ）水俣工場の廃液に含まれる有機水銀である」と発表。チッソ側は巻き返しを図るため、日本化学工業協会専務理事の大島竹治に依頼し「爆薬説」をただちに発表させるなど、工作を行った。
1960年以降は、通産省の指導によりチッソは表立って有機水銀説に反論を出すことはなくなり、代わって、有機水銀説への反論・
異論を唱える役割は、田宮を委員長とする日本化学工業協会附属機関の「水俣病研究懇談会」が担うこととなった。同機関は一般に「田宮委員会」と呼ばれた。
1962年、国立がんセンター総長に就任。
1963年、日本学士院会員となる。田宮は亡くなる前、熊本大学研究班に圧力を加える結果となったことについて、人を介し、研究班長の世良完介に謝罪した。同年7月11日、胃癌のため死去。74歳没。墓所は大阪市阿倍野区。叙正三位、勲一等瑞宝章追贈。

## 人物・親族
- 生家は裕福な医師の家。大阪府立市岡中学校時代には、大阪湾岸エリアの港区にある学校まで長い通学路を通った。その途中で一緒になることが多かった級友が、中之島育ちで、のちに作曲家となる信時潔[1]。
- 弟は、理学・植物博士で微生物学者の田宮博。息子は、理学・医学博士で生化学者の田宮信雄。二女の夫に島薗安雄。孫に島薗進。

## 栄典
勲章
- 1942年（昭和17年）9月8日  - 勲二等瑞宝章[12]